# Тритон Андерсона
Тритон Андерсона (лат. Echinotriton andersoni) — вид хвостатых земноводных из семейства настоящих саламандр. Назван в честь шотландского зоолога Джона Андерсона (1833—1900).

## Описание
Общая длина составляет 13—16 см. Наблюдается половой диморфизм: самка крупнее самца. Голова довольно широкая, имеет треугольную форму. Нёбные зубы имеют форму буквы «V» и расположены в 2 линии. Туловище массивное, толстое. Имеет 12—15 выступающих рёбер. Конечности сильные, хвост заметно короче туловища. Окраска спины и брюха тёмно-коричневая или чёрная, только нижняя часть хвоста, клоака и подошвы лап имеют жёлто-оранжевый цвет.

## Размножение
Половая зрелость наступает в 4 года. Период размножения длится с начала февраля и до конца июня с пиком в середине марта — начале апреля. Самка откладывает по 1 яйцу в нескольких кладках среди опавших листьев, в мелких лужах или местах, близких к водоёмам. Размер капсулы такого яйца составляет 7 мм и состоит из 3 слоёв, само же яйцо размером 3 мм. Личинки появляются через 1 месяц. Метаморфоз длится 2—3 месяца.

## Образ жизни
Обитает в тропические влажные лесах, болотистых местностях, плантациях сахарного тростника. Встречается на высоте 100—200 м над уровнем моря. Питается жесткокрылыми, дождевыми червями и пауками.

## Распространение
Ареал вида охватывает японские острова Окинава, Рюкю и Анамидзу. Ранее встречались на севере Тайваня, однако сейчас эта популяция считается вымершей.

## Галерея

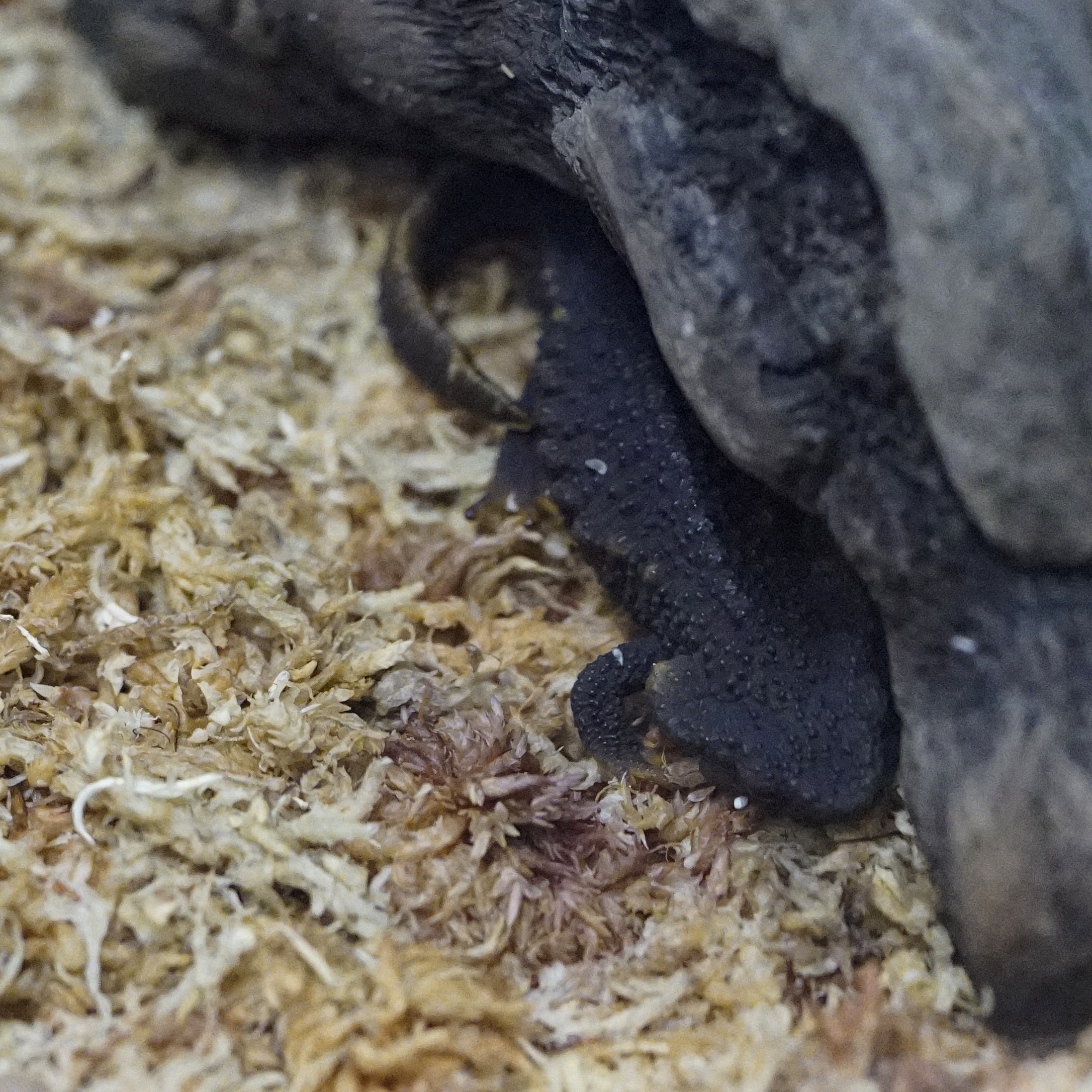
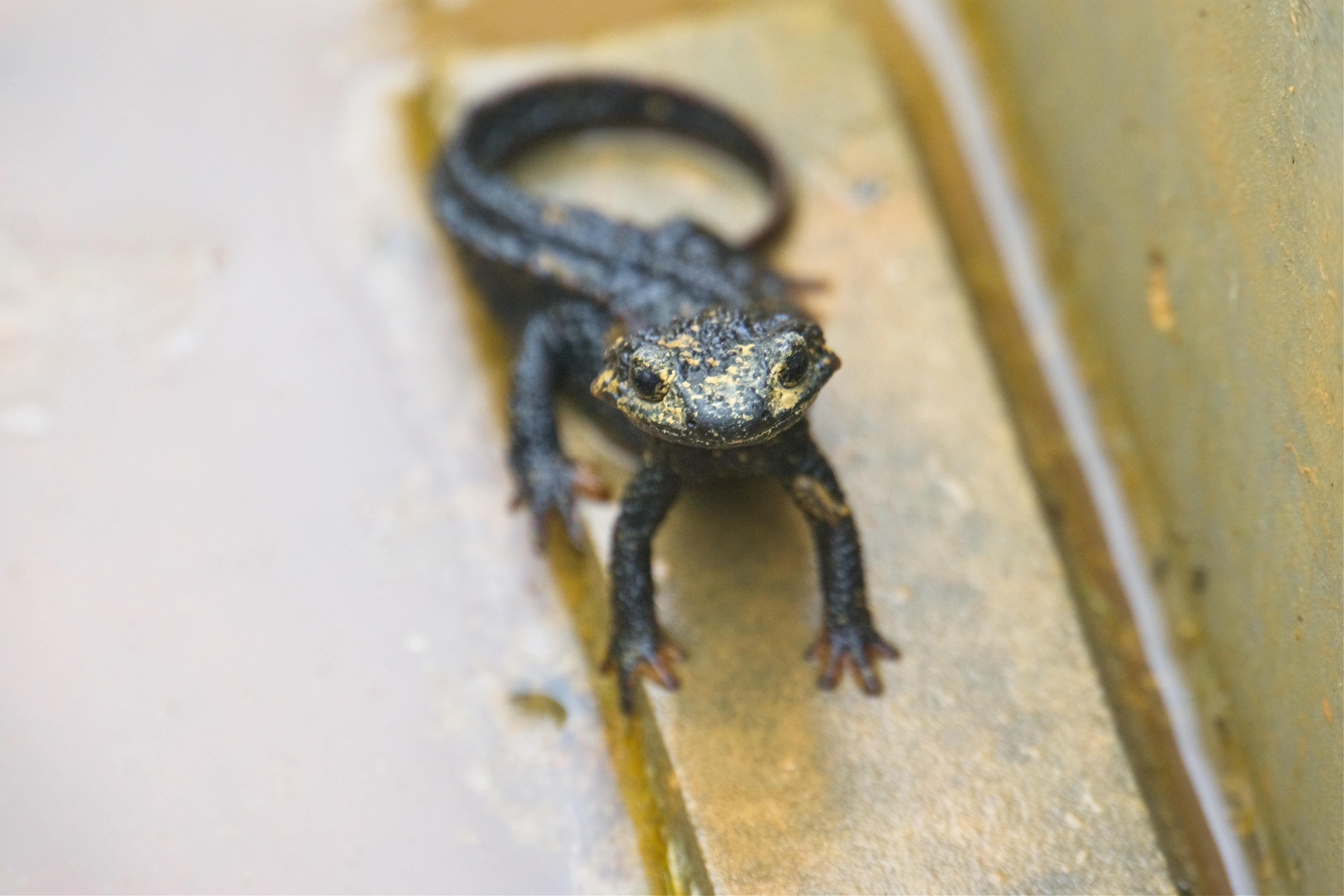